# Pseudanthias connelli
Pseudanthias connelli es una especie de peces de la familia Serranidae en el orden de los Perciformes.

## Morfología
• Los machos pueden llegar alcanzar los 11 cm de longitud total.

## Hábitat
Es un pez  de mar de clima subtropical y asociado a los  arrecifes de coral.

## Distribución geográfica
Se encuentran en Sudáfrica.